# 圣马利亚座堂 (蒂厄姆)
圣马利亚座堂（英語：St Mary's Cathedral）是爱尔兰教会蒂厄姆、利默里克暨基拉盧教區的主教座堂，位于爱尔兰戈尔韦郡蒂厄姆。从12世纪到1839年，英国宗教改革之前和之后, 这里一直是原蒂厄姆总教区的主教座堂。

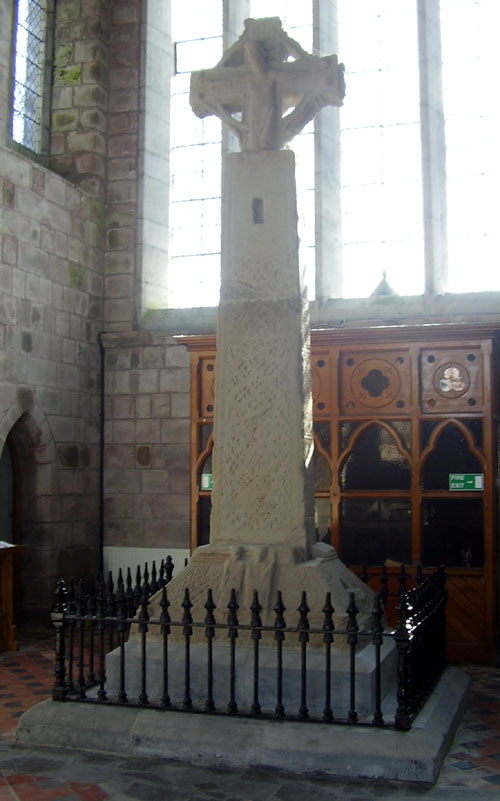
The High Cross of Tuam

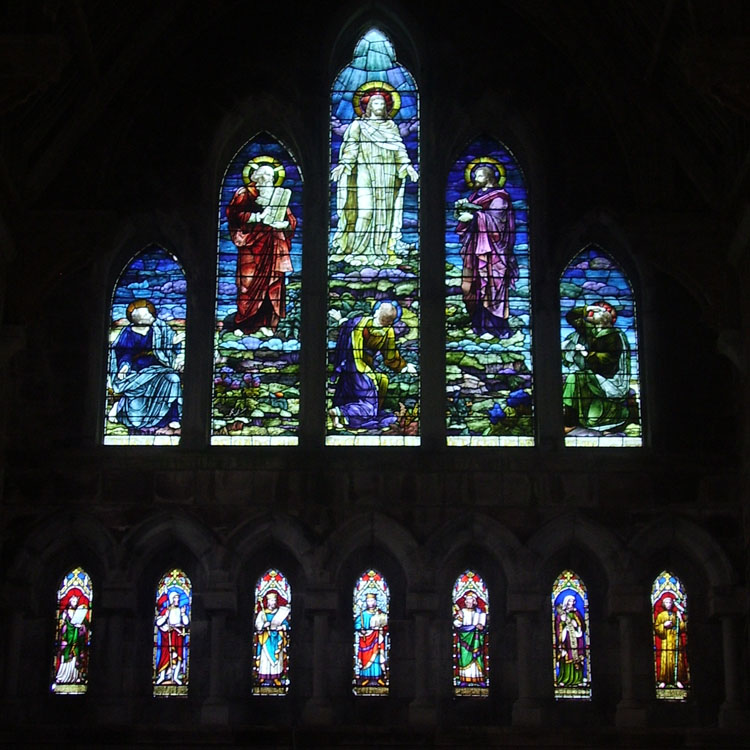
West window depicting the Transfiguration of Our Lord
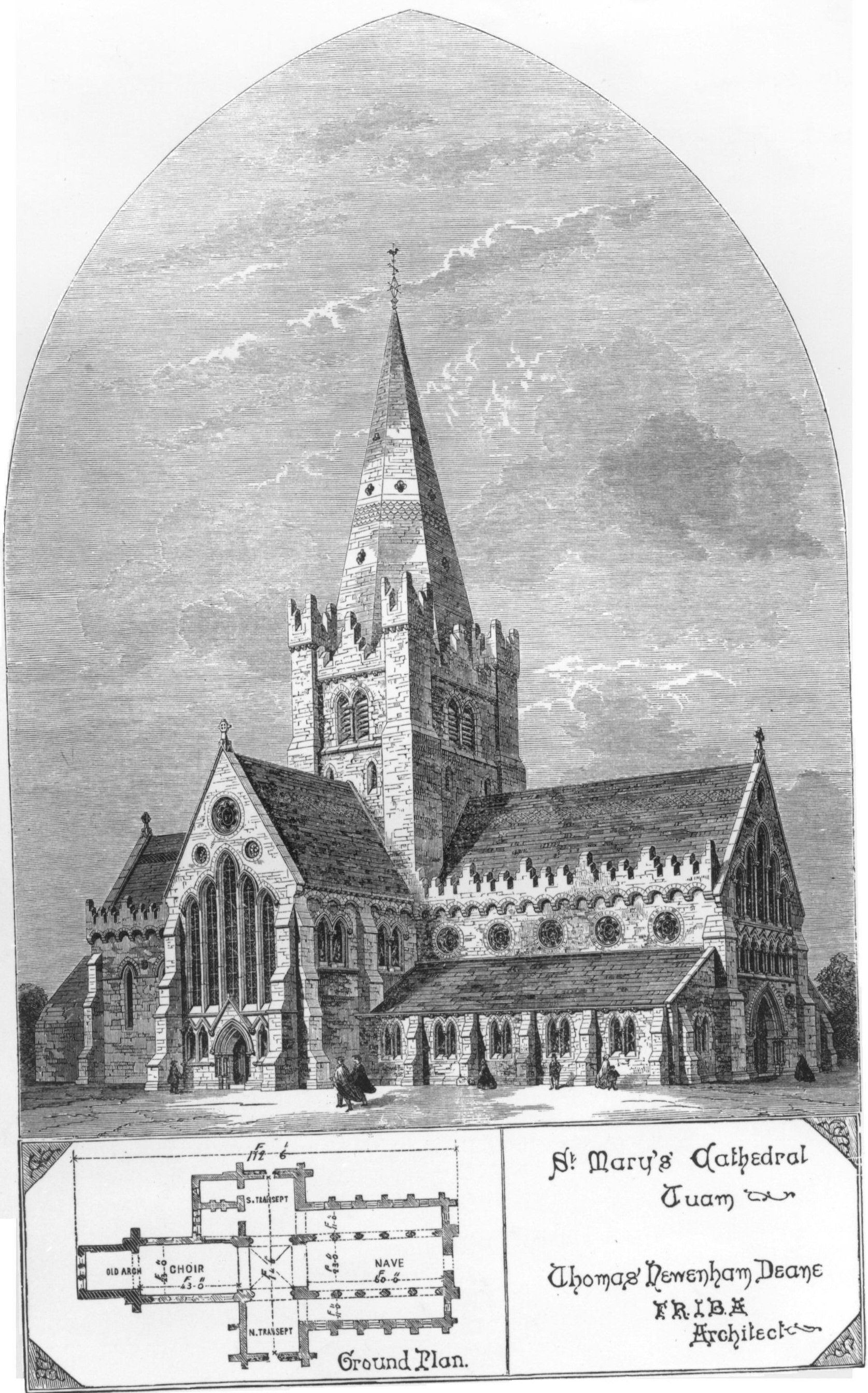
19th-century engraving by Deane
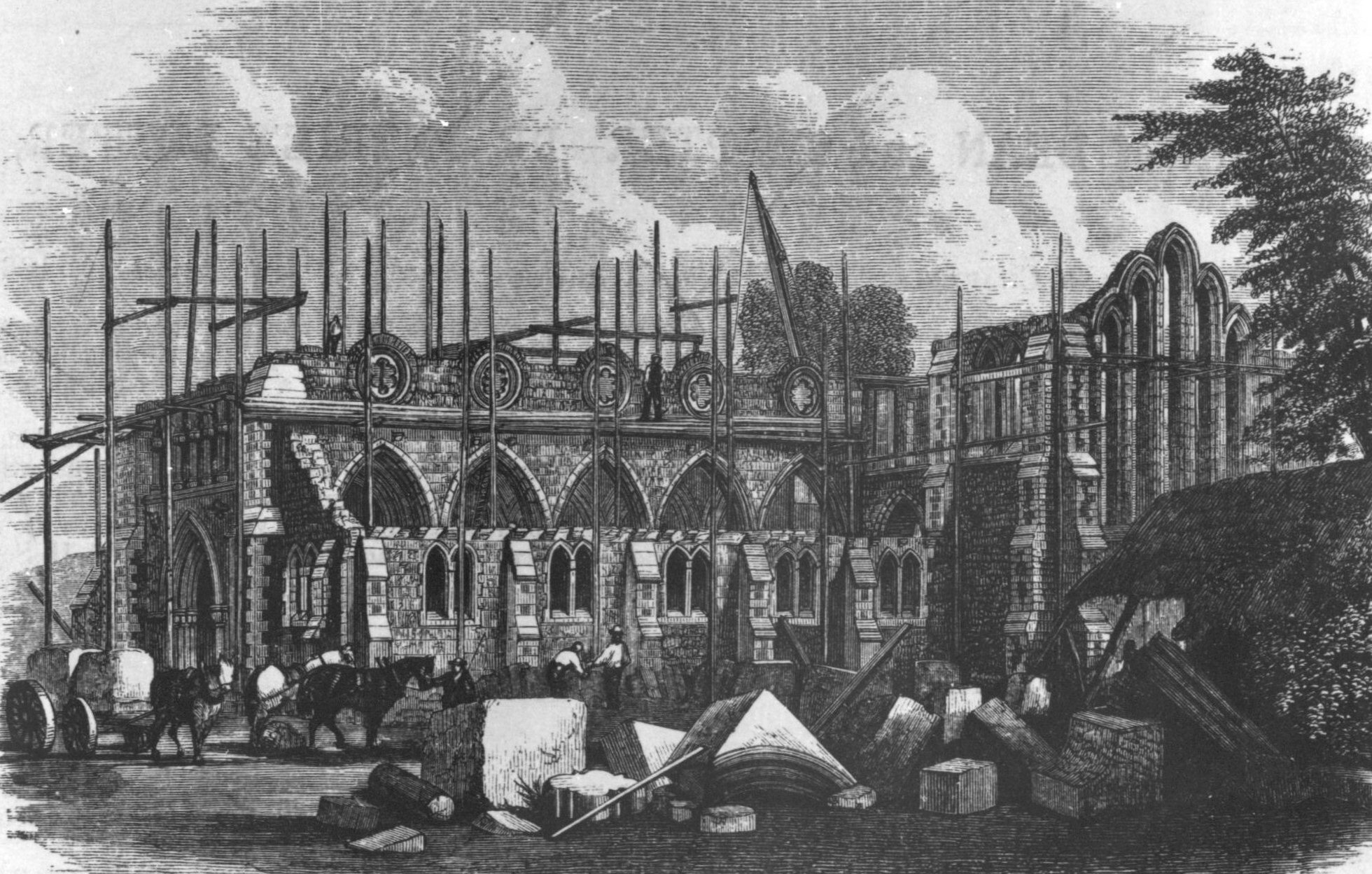
Reconstruction under way in 1865